# Cop d'estat a Mali de 2020
El cop d'estat a Mali de 2020 es refereix a un motí començat per membres de les Forces Armades malianes el 18 d'agost de 2020. Soldats en camions de recollida van irrompre a la base militar de Soundiata a la ciutat de Kati, on es van intercanviar trets abans que les armes es distribuïssin des de l'armeria i els oficials superiors arrestats. Tancs i vehicles blindats van ser vistos als carrers de la ciutat, així com camions militars que es dirigien a la capital, Bamako. Els soldats van detenir diversos funcionaris del govern, inclòs el president Ibrahim Boubacar Keïta que va dimitir i va dissoldre el govern. Aquest és el segon cop d'estat del país en menys de deu anys, després del cop d'estat a Mali de 2012.
Les protestes a Mali s'havien mantingut des del 5 de juny, amb els manifestants demanant la renúncia del president Ibrahim Boubacar Keïta. Els manifestants estaven disgustats amb la gestió de la insurgència en curs, la suposada corrupció del govern i una economia que trontollava.

## Cop d'estat
El matí del 18 d'agost de 2020, els soldats van començar a disparar trets a l'aire en una base militar a Kati, una ciutat a 15 quilòmetres de Bamako, la capital de Mali. Després de traslladar-se a la capital, els amotinats van arrestar al ministre de Finances Abdoulaye Daffe, el cap d'Estat Major de la Guàrdia Nacional, i Moussa Timbiné, portaveu de l'Assemblea Nacional. El primer ministre, Boubou Cissé, va apel·lar al diàleg amb els amotinats, reconeixent que tenien "frustracions legítimes". Un líder del motí més tard va afirmar que Keïta i Cissé havien estat arrestats a la residència anterior a Bamako; el president de la Comissió de la Unió Africana, Moussa Faki, va confirmar que Keïta, Cissé i altres funcionaris havien estat arrestats i va reclamar el seu alliberament. Un portaveu de la coalició d'oposició M5-RFP va donar la benvinguda a la seva detenció, descrivint-la com una "insurrecció popular".
Els oficials van ser portats al campament militar de Kati on va començar l'aixecament. A mesura que es va estendre la notícia del motí, centenars de manifestants es van reunir al Monument a la Independència de Bamako per exigir la renúncia de Keïta. Els manifestants també van cremar un edifici pertanyent al Ministeri de Justícia. Els caps militars havien ordenat el tancament de tots els passos fronterers i havien imposat un toc de queda nocturn. En un discurs televisat, el cap adjunt de la Força Aèria de Mali, el coronel Ismaël Wagué va anunciar que "a partir d'avui, 19 d'agost de 2020, totes les fronteres aèries i terrestres estan tancades fins a un nou avís. Hi ha un toc de queda des de les 21:00 fins a les 05:00 fins a un nou avís". També va convidar grups d'oposició a les converses per a noves eleccions.

## Conseqüències
El president Keïta va dimitir cap a mitjanit, mentre també dissolia el govern i el parlament. "No vull que es vessi sang per mantenir-me en el poder", va afegir.
La junta militar va establir el Comitè Nacional per a la Salvació del Poble encapçalat pel coronel Assimi Goita, però la mediació internacional va aconseguir que aquest es dissolgués poc després, traslladant tot el poder a un govern civil transitori amb forta representació militar, presidit pel militar retirat Bah Ndaw, que havia de convocar eleccions en divuit mesos, i el coronel Goita va ser nomenat vicepresident de la transició.

## Reacció internacional
Representants de diversos països, incloent França, els Estats Units, Canadà, Japó, Rússia, Turquia i la Xina van condemnar el cop, com també els representants de la Unió Europea, la Unió Africana i les Nacions Unides.

## Cop d'estat de 2021
Nou mesos després del cop d'estat l'exèrcit va detenir el president transitori, Bah Ndaw i el seu primer ministre, Moctar Ouane, hores després que anunciessin la formació d'un nou govern transitori dissenyat per Ndaw i Ouane que incorporava finalment membres de la Unió per la República i la Democràcia (URD), sense tenir en compte l'opinió d'Assimi Goita, vicepresident de la transició.